# Prionocidaris popeae
Prionocidaris popeae is een zee-egel uit de familie Cidaridae.
De wetenschappelijke naam van de soort werd in 1986 gepubliceerd door Anne Kathleen Hoggett & Francis Rowe.